# Giacinto Placido Zurla
Giacinto Placido Zurla OSBCam. (ur. 2 kwietnia 1769 w Legnago, zm. 29 października 1834 w Palermo) – włoski duchowny katolicki, tytularny biskup Edessy w Osrhoëne, kameduła.

## Życiorys
W 1787 wstąpił do zakonu kamedułów. 10 marca 1823 Pius VII kreował go kardynałem in pectore (nominacja została ogłoszona 16 maja 1823), a 17 listopada 1823 nadał mu kościół tytularny − Bazylikę Świętego Krzyża z Jerozolimy. 13 stycznia 1824 został wybrany tytularnym arcybiskupem Edessy w Osrhoëne, którym pozostał już do śmierci. Sakrę przyjął 18 stycznia 1724 w Rzymie z rąk kardynała Giulio Marii della Somaglii (współkonsekratorami byli patriarchowie Giuseppe della Porta Rodiani i Lorenzo Girolamo Mattei). W latach 1823–1833 pełnił funkcję opata generalnego zakonu kamedułów. Od 1824 do końca życia sprawował urzędy prefekta Kongregacji ds. Rezydencji Biskupów i wikariusza generalnego Rzymu. W 1830 został prefektem Kongregacji ds. Studiów, którym pozostał już do śmierci. Był przewodniczącym Świętej Kongregacji ds. Wizytacji Apostolskich
Wziął udział w Konklawe 1823, 1829 i 1830-1831.